# Histoire de la langue grecque
L’histoire de la langue grecque est survolée dans cet article.

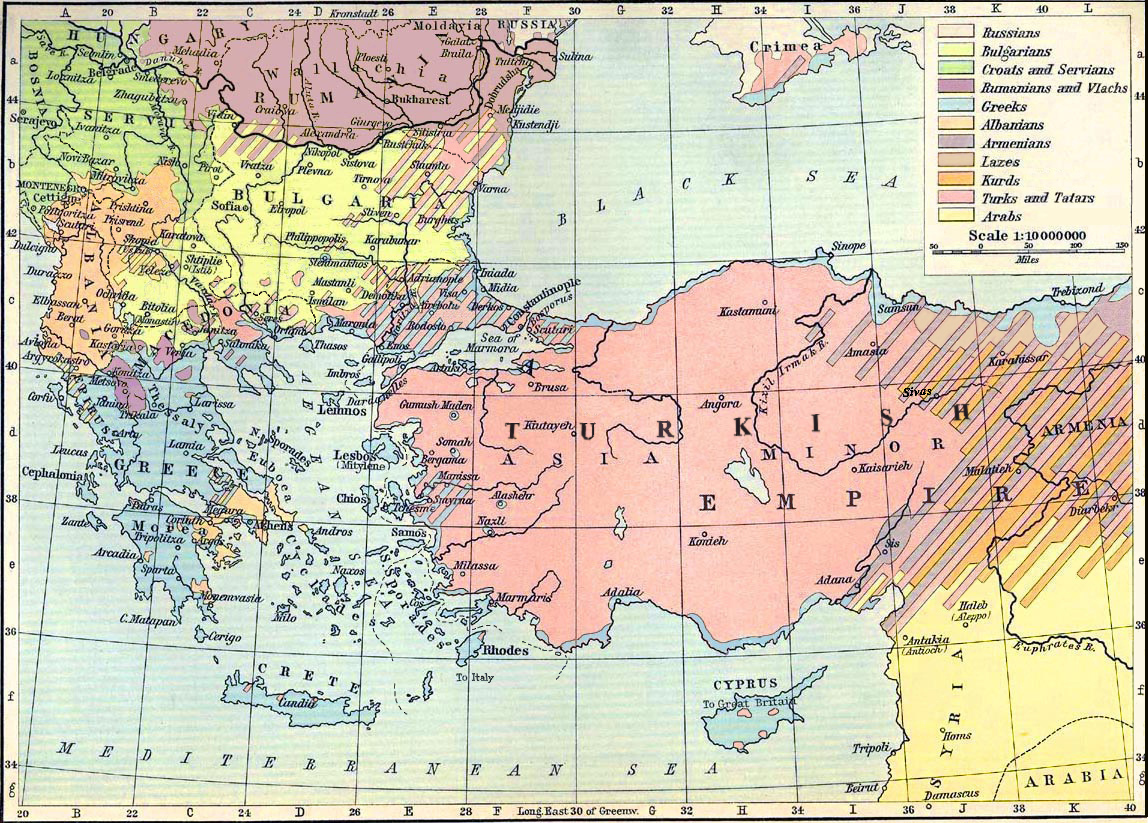
En bleu, les zones où l'on parlait grec en 1913 dans les Balkans, en Anatolie et au proche-Orient.

Aire du proto-grec.

## Origines
Il existe plusieurs théories à propos des origines du grec. Une théorie suggère que les premiers locuteurs de proto-grec auraient migré dans la péninsule grecque entre le XXVe et le XVIIe siècle av. J.-C.. Une autre théorie soutient que la migration en Grèce eut lieu à la période pré-proto-grecque (ancien proto-indo-européen), et que les modifications phonologiques caractéristiques du grec se sont produites plus tardivement.

## Dialectes
À l’origine, il existait une grande variété de dialectes, regroupés en quatre groupes : arcadochypriote, occidental, éolien et ionien-attique. Parler du grec ancien n’a pas grand sens lorsqu'on veut se référer à un des idiomes antiques : dans les faits, cependant, le grec ancien désigne l’attique (dialecte du groupe ionien-attique), langue de l’Athènes antique. C'est en effet la langue dans laquelle est écrite la majorité de la littérature grecque classique. Pendant la période hellénistique et le brassage des populations hellénophones en résultant, la koinè, langue commune (c’est le sens de l'adjectif κοινός/koinós) issue de plusieurs dialectes du groupe ionien-attique, s'est progressivement imposée au détriment des dialectes, devenant ainsi la lingua franca de l’Antiquité, en concurrence avec le latin.
La koinè est ensuite devenue langue officielle de l’Empire romain d'Orient avant de continuer d’évoluer pour donner naissance au grec moderne d’aujourd’hui.

## Écritures

### Linéaire B
Sans rapport avec l'alphabet grec, le linéaire B était un syllabaire utilisé pour l'écriture du dialecte archaïque mycénien, forme archaïque d'un dialecte arcadochypriote, utilisée en Grèce continentale et en Crète entre environ 1550 et 1200 av. J.-C. C'est le premier script connu sur l'écriture de la langue grecque : il n'a été décrypté qu'en 1953. Après la chute de la civilisation mycénienne, durant l'effondrement systémique marquant le passage de l'âge du bronze vers l'âge du fer, il y eut une période d'environ 500 ans durant laquelle l'écriture ne fut pas utilisée, ou du moins, dont aucune trace n'a survécu jusqu'à ce jour.

### Syllabaire chypriote
Entre 1050 et 200 av. J.-C., une écriture proche, le syllabaire chypriote, a été utilisée à Chypre pour transcrire le grec et l'étéochypriote (une langue non indo-européenne partiellement déchiffrée, peut-être apparentée au lemnien et à l'étrusque).

### Autres syllabaires
Des écritures plus anciennes ont existé en Grèce, mais n'ont vraisemblablement pas servi à noter du grec :
- le linéaire A (entre 1800 et 1450 av. J.-C., en Crète et dans des îles Égéennes) ;
- le crétois hiéroglyphique (entre 1750 et 1600 av.J.-C. en Crète) ;
- le disque de Phaistos (datation discutée) comporte une écriture sans autre exemple ;
- le syllabaire chypro-minoen, quelquefois appelé linéaire C, (entre 1500 et 1200 av. J.-C., à Chypre), peut-être dérivé du linéaire A et vraisemblablement à l'origine du syllabaire chypriote plus tardif. Il servait probablement à noter une forme primitive d'étéochypriote.

Toutes ces écritures étaient vraisemblablement de nature syllabique.

### Alphabet grec
C'est ensuite l'alphabet grec, hérité des Phéniciens et de leur alphabet, qui a été utilisé sous différentes versions (dites épichoriques) à partir du IXe siècle av. J.-C. ou du VIIIe siècle av. J.-C. puis a été  normalisé et imposé au reste du monde hellénophone par Athènes en 403 av. J.-C. En ajoutant des voyelles à cet abjad sémitique, les Grecs sont les inventeurs des alphabets occidentaux. En effet, emprunté par les Étrusques (cf. Alphabet étrusque), qui l'ont transmis aux Romains, il a donné naissance à l'alphabet latin mais aussi, sans passer par les Étrusques, à l'alphabet gotique, à l'alphabet cyrillique, à l'alphabet copte, etc.

## Évolution de la langue
L’histoire de la langue grecque dans ses différentes variantes géographiques et historiques, se déroule durant plus de trois millénaires. Au cours de ce temps la langue a connu au moins quatre grandes phases ou dénominations (phénomène de polyglossie) : le grec ancien, la koinè, le grec médiéval et le grec moderne, chacune de ces étapes comprenant des dialectes distincts, avec parfois des variantes géographiques.
- Dialectes grecs archaïques (ou proto-grec)
  - groupe arcadochypriote
    - mycénien
    - arcadien, cypriote, pamphylien

  - groupe ionien-attique
    - attique (grec ancien)
      - koinè (moyen grec commun)
        - grec moderne
        - yévanique
        - grec chypriote

      - pontique (parlé par les Pontiques)
      - cappadocien
      - romani-grec

    - ionien (d'Asie, insulaire, d'Eubée)

  - groupe éolien (béotien, lesbien, thessalien)
  - groupe occidental
    - dorien (laconien, argien, corinthien, etc.)
      - tsakonien
      - griko (parlé dans des villages du Sud de l'Italie)

    - éléen, étolien, locrien, phocidien
    - ancien macédonien (avec des traits du thessalien[1])

### Le grec ancien
Le grec ancien était parlé dans la Grèce antique de l'Antiquité, d'environ 1200 à 330 av. J.C.. Il se divisait en plusieurs dialectes. Le grec ancien était souvent écrit seulement en majuscules et sans espace, comme sur certaines tombes.

### Lakoinè
La koinè grecque (« langue commune ») fut parlée et écrite d'environ 330 av. J.-C. à 330 apr. J.-C. en Italie du Sud, dans les Balkans, autour de la mer Noire, en Anatolie, en Égypte, en Cyrénaïque et en Bactriane.

### Le grec médiéval
Issu de la koinè, le grec médiéval fut la langue de l'Empire romain d'Orient entre 330 et 1453, et de ses états successeurs (Empire de Nicée, despotat d'Épire, Empire de Trébizonde, Despotat de Morée et Principauté de Théodoros). Il en existait plusieurs versions, qui cessèrent toutes d'être maîtrisées en Europe occidentale entre le Ve siècle et le VIe siècle, mais qui continuèrent à être parlées et à évoluer en Méditerranée orientale après la disparition de ces états :
- l'une, savante et « atticisante », a été couramment employée par les lettrés ;
- une autre, religieuse, est l'Ακολουθική Ελληνική (« grec liturgique »), surtout chanté ;
- les autres, dites Μεσαιωνικές δημοτικές (« médiévales populaires »), sont les parlers :

1. Έλλαδική (« helladique », en Grèce, autour de l'Égée et à Constantinople), à l'origine du grec moderne,
2. Κατωιταλιώτικη (« italiote », en Calabre et Sicile) peut-être à l'origine du griko,
3. Ποντική (« pontique », autour de la Mer Noire, à traits archaïques ioniens issus directement de l'attique), à l'origine du dialecte pontique moderne,
4. Νοτική (« du sud », en Cyrénaïque et Égypte), disparu,
5. Ανατολική (« oriental », en Asie Mineure intérieure, Anatolie et au proche-orient), disparu.
6. Γεβανική (« yévanique », de l'hébreu יון Yāvān signifiant « Ionie », soit le monde grec), parlé par les Romaniotes (juifs grecs) et disparu.

### Le grec moderne

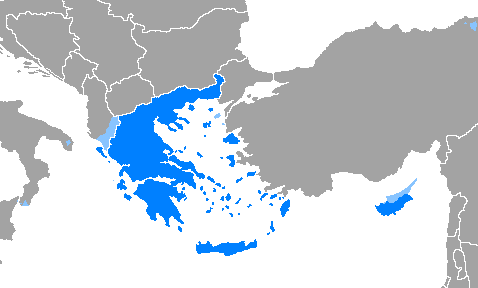
Zones parlant le grec moderne; en bleu foncé celles où il est officiel.

Issu du grec médiéval, le grec moderne (ou romaïque) est parlé en Grèce et à Chypre depuis 1453 jusqu'à aujourd'hui, mais il a été aussi longtemps parlé dans les villes du pourtour oriental de la Méditerranée, en Italie du Sud et dans les principautés danubiennes. Il en existe actuellement six variantes : le démotique ou « grec commun moderne », langue officielle en Grèce et à Chypre, le catharévousa (καθαρεύουσα) ou « grec puriste moderne » qui fut langue officielle de la Grèce de 1833 à 1976, l'acolouthique (ακολουθική) ou « grec liturgique », le tsakonien qui est un dialecte du Péloponnèse oriental, le pontique qui est un dialecte du pourtour de la mer Noire et le griko d'Italie. Il existait auparavant d'autres dialectes, tels le cappadocien d'Anatolie dont il n'existe plus que quelques locuteurs âgés parmi les réfugiés micrasiates. Le grec commun démotique connaît en outre des parlers spécifiques aux îles, notamment le crétois et le chypriote.